# Аборты в Эстонии
Аборты в Эстонии легальны с 23 ноября 1955 года, в то время Эстония входила в состав Советского Союза. Эстония доработала законодательство в отношении абортов после восстановления независимости.
Эстонское законодательство разрешало аборты по требованию беременной женщины до наступления 12-й недели беременности. Этот срок продлевается до 21-й недели беременности включительно в случае возраста беременной до 15 лет или после 45 лет, опасности материнскому здоровью, диагностирования серьёзной физической или умственной инвалидности плода, либо в случае, если состояние здоровья беременной мешает развитию плода. Аборт по требованию небесплатен, прерывание беременности по медицинским показаниям покрывает Эстонский страховой фонд.
В 2010 году в Эстонии было совершенно 9087 абортов, что составляет 57,4 абортов на каждых сто живорождённых. В том же году в пересчёте на 1000 женщин возраста 15—45 лет эстонки делали 25,5 абортов.